# TAR (autorail)
Pour les articles homonymes, voir Tar.
TAR (pour Train Automoteur Rapide) est le nom donné à un type d'autorail français mis en service par les chemins de fer du Nord pour assurer des liaisons express de prestige prioritairement entre Paris et Lille.
Construites de 1934 à 1938 par la société franco-belge, mises en service à partir de juillet 1934, ces rames assurent des services au départ de Paris-Nord (le nord de la France, la Belgique et les Pays-Bas) mais également au départ de Paris-Est (trajets Paris — Strasbourg et Paris — Bâle) et de Paris-Lyon (trajet Paris — Lyon). Dotées d'un profil aérodynamique et d'une décoration sobre (gris-vert clair et gris acier foncé), ces rames ont une allure très moderne à l'époque de leur mise en service. Elles présentent également une forte ressemblance avec les rames allemandes DRG 877 (Fliegender Hamburger) à motorisation presque identique et mises en service en 1933. Deux sous-séries, appelées TAR 34 et TAR 36, différant principalement par leur motorisation et leurs aménagements intérieurs, sont construites.
Victimes de leur capacité insuffisante et de leur succès qui oblige parfois à les remplacer par des trains classiques, écartées par les électrifications successives du réseau SNCF, les TAR dont plusieurs motrices avaient été détruites pendant la Seconde Guerre mondiale cessent de circuler en mai 1959. Aucun de ces matériels n'est préservé.

## Conception du matériel

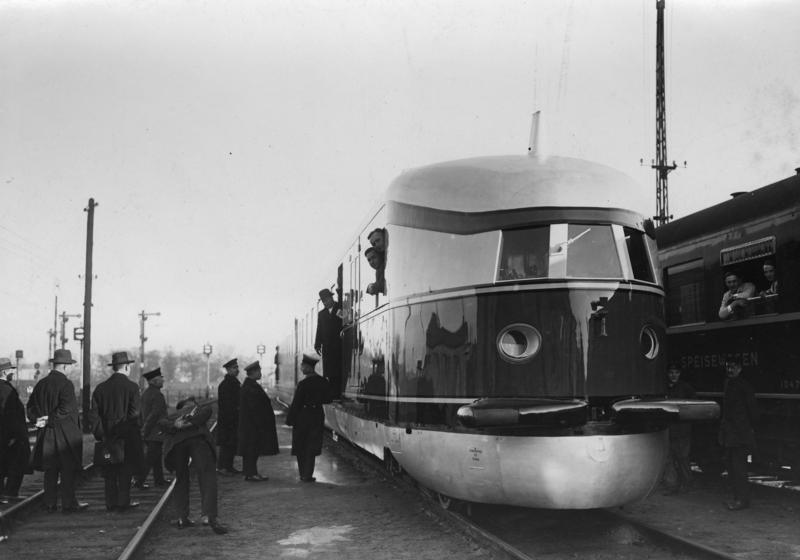
Rame du Fliegender Hamburger (Berlin, 1933).

Au début des années 1930, la compagnie des chemins de fer du Nord étudie la possibilité de liaisons à vitesse élevée sur des voies non électrifiées. Elle s'intéresse d'une part à la création de rames carénées tirées par des locomotives à vapeur (elles-mêmes éventuellement carénées) mais suit également de près la construction des rames diesel du Fliegender Hamburger (de) (Hambourgeois volant) pour les chemins de fer allemands.
C'est le 22 juillet 1932 que la compagnie du Nord soumet au ministère des Travaux publics français le projet de construction de deux rames prototypes composées de deux motrices diesel encadrant une remorque. Si, dans un premier temps, ces rames doivent être articulées (trois caisses sur quatre bogies) pour limiter les frottements et la masse, cette conception est abandonnée car la maintenance de telles rames est compliquée : il est impossible de séparer les caisses pour intervenir sur l'une d'entre elles ; chaque caisse repose donc sur deux bogies Görlitz (en). Après acceptation du dossier en mars 1933 la commande est passée dès le mois suivant auprès de l'usine de Raismes de la société franco-belge.

## Caractéristiques

### Type TAR 34

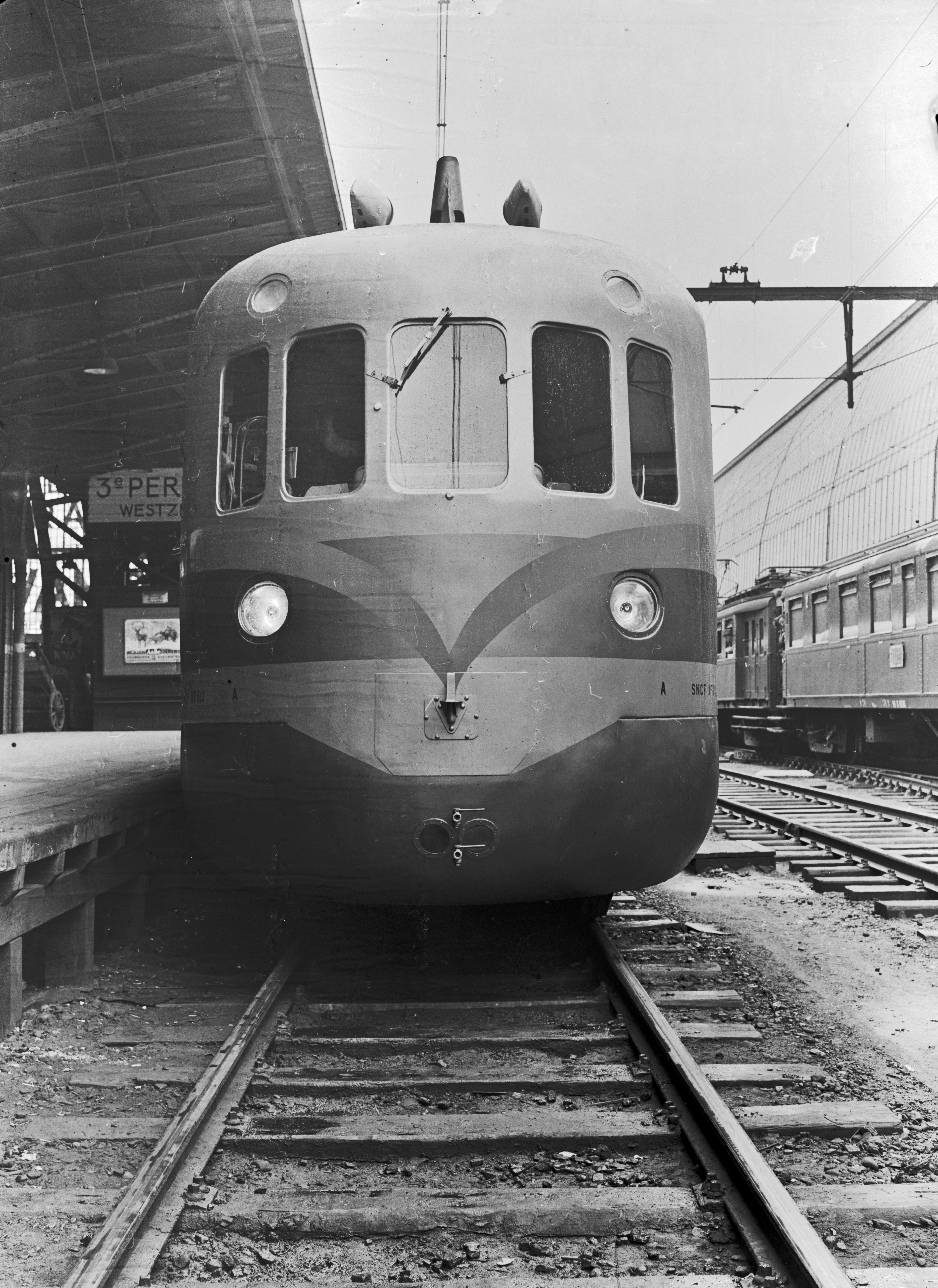
Face frontale d'un TAR.

Les deux rames prototypes à trois caisses, deux motrices encadrant une remorque, sont construites et mises en service en 1934, d'où le nom de TAR type 34. Chaque caisse mesure 21,7 m de long, ce qui confère à la rame une longueur totale de 66,5 m, attelages compris. Construites dans un souci d'allègement, les rames ont une masse à vide de 123 t.
L'industrie française ne pouvant fournir de moteurs diesels adaptés avec un régime de rotation suffisamment rapide, la société franco-belge se tourne vers le constructeur Maybach dont les moteurs, qui équipent les rames allemandes, sont dérivés de ceux utilisés sur les Zeppelin. De type GO 5, ces moteurs à douze cylindres en V développent une puissance maximale de 410 ch pour une puissance continue de 380 ch. Le groupe générateur, composé du moteur et d'une génératrice Siemens, est monté sur le bogie avant de la motrice ; le courant alimente deux moteurs de traction sur le bogie arrière. L'empattement des bogies (3,500 m) est identique à l'avant et à l'arrière, pour les motrices comme pour la remorque. Lors des essais, les TAR atteignent une vitesse proche de 160 km/h mais leur vitesse commerciale est limitée à 140 km/h.

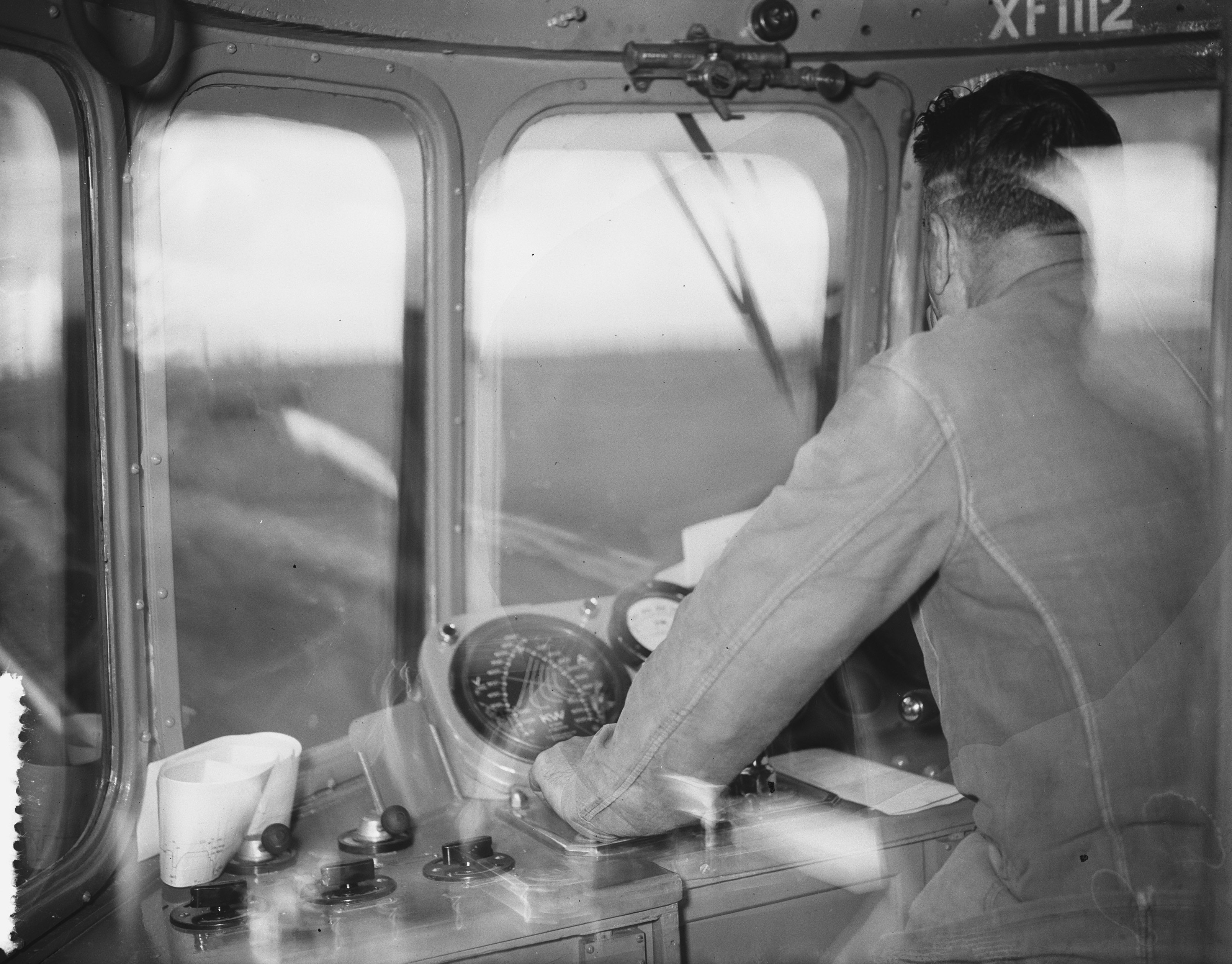
Cabine de conduite d'un TAR.

L'aspect et l'aérodynamique des rames sont soigneusement conçus après des études sur une maquette au 1/15. Les faces frontales possèdent un carénage ovoïde comportant cinq petites baies et un poste de conduite en position centrale. Des enveloppes de caoutchouc épousant la forme des caisses assurent la continuité de la rame d'une voiture à l'autre. Les marchepieds sont rabattables et une jupe en alliage léger (duralium) enveloppe les bas de caisse. Les glaces des baies arrondies comme sur les voitures Express Nord sont fixes et ne présentent qu'un léger retrait par rapport au plan des faces latérales ; la ventilation de la rame en été est réalisée par des prises d'air disposées dans la partie supérieure des trumeaux séparant les baies. Le chauffage des espaces voyageurs est assuré par des radiateurs reliés à une chaudière à charbon.
La rame peut recevoir 144 passagers dont 30 en première classe. L'une des motrices accueille un bar géré par la compagnie internationale des wagons-lits. Les voyageurs de première classe bénéficient de moquette au sol. Sous chaque baie se trouve une tablette rabattable tandis que des porte-bagages sont disposés au-dessus des fenêtres. Les grandes valises sont installées sous les sièges. La disposition des sièges individuels en seconde classe est inhabituelle : quatre passagers par rangée selon la répartition 3 + 1 avec un couloir séparateur décentré.
La livrée abandonne le vert Nord pour une livrée gris-vert clair/gris foncé plus noble. En 1954, pour atténuer l'aspect austère de la livrée et offrir une meilleure visibilité, des moustaches jaune-orange sont apposées aux extrémités des rames.
Les motrices, numérotées ZZ 101 à 104 par la compagnie du Nord sont renumérotées XF 1001 à 1004 par la SNCF.

### Type TAR 36

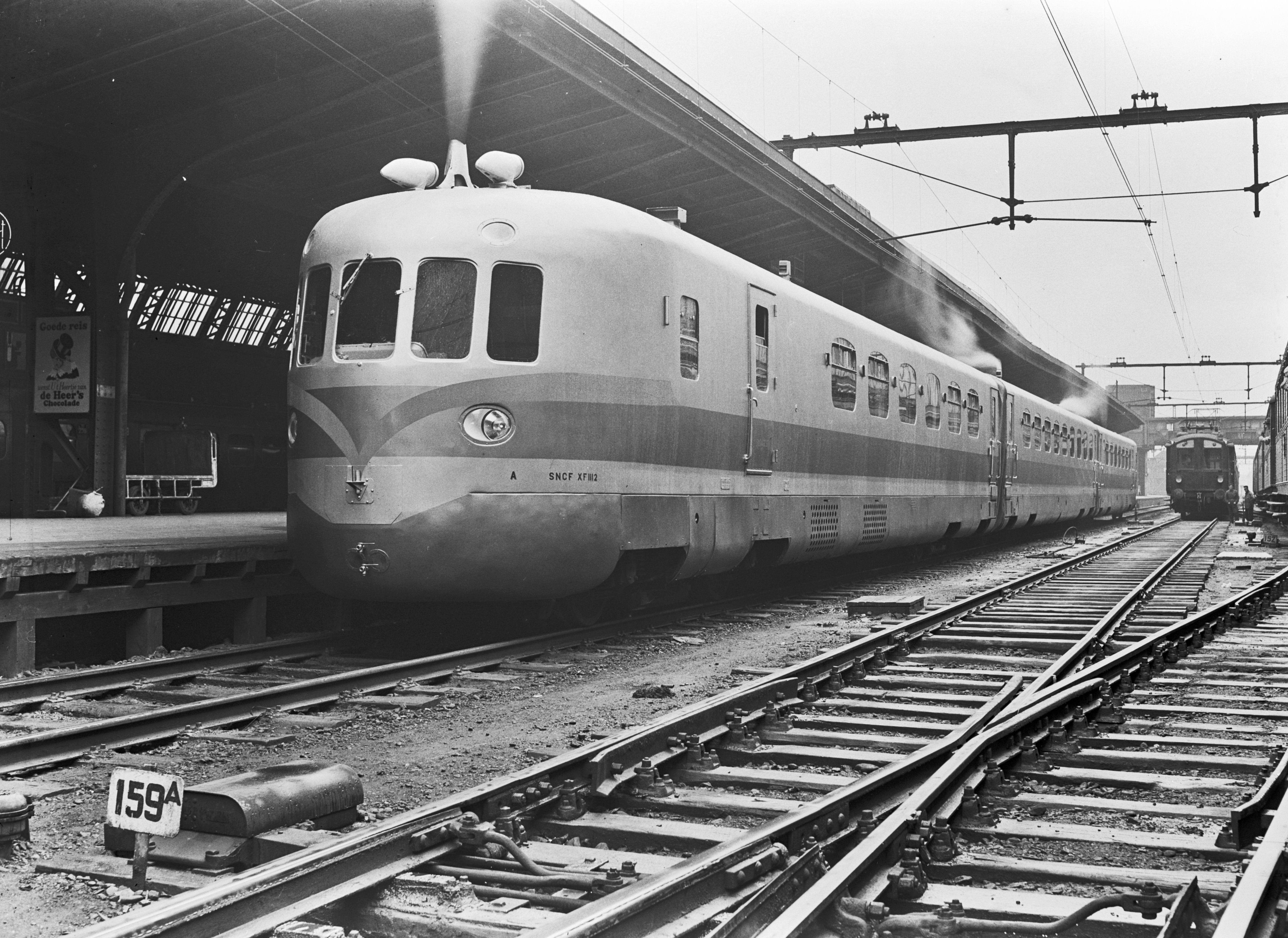
TAR 36 « Picardie ».

Face à la demande, la société franco-belge construit seize motrices et huit remorques supplémentaires, mises en service à partir d'octobre 1936 et permettant de composer huit nouvelles rames de trois éléments ; une commande complémentaire de trois motrices constitue un parc de réserve. Si sa conception générale est identique au précédent, le type 36 est équipé de moteurs diesel Maybach GO 56 plus puissants (430 ch maxi, 410 ch en utilisation continue), autorisant une vitesse commerciale maximale de 150 km/h. La transmission n'est plus fournie par Siemens, mais par Jeumont-Leonard. Les TAR ne sont pas, d'origine, équipés d'attelages automatiques mais, par voie de transformation, le couplage de deux rames devient possible grâce au montage d'attelages Scharfenberg ; il est utilisé dès 1937 sur la relation Paris — Lille.
Les plates-formes d'extrémité sont plus grandes sur les TAR 36 pour pouvoir ranger davantage de bagages. L'aménagement intérieur est revu de manière plus luxueuse avec notamment des fauteuils recouverts de cuir rouge en première classe. Les motrices accueillent les voyageurs de seconde classe alors que la remorque intermédiaire est réservée aux passagers de première classe et au bar : dans cette configuration, la capacité de la rame est de 42 passagers en première classe et 96 en seconde. Par la suite, les deux rames de 1934 sont modifiées selon le même principe. La livrée des TAR 36 est identique à celle des TAR 34,.
Les motrices, immatriculées ZZ 105 à 123 par la compagnie du Nord sont renumérotées XF 1101 à 1019 par la SNCF. Toutes les remorques, initialement numérotées RZ 310 à 310 reçoivent les immatriculations XR 3001 à 3010. Les rames sont baptisées du nom de régions traversées, les noms de baptême étant inscrits sur les flancs des remorques,.
À la fin de l'année 1936, les dirigeants de la compagnie du Nord envisagent l'achat de quatre rames supplémentaires, dites TAR 38 (deux motrices encadrant deux remorques avec possibilité de couplage des rames) destinées à des lignes de la banlieue parisienne où les locomotives à vapeur 141 TC montrent leurs limites en raison de la présence de rampes sévères, mais le projet ne se concrétise pas.

## Carrière

### 1934-1939: âge d'or

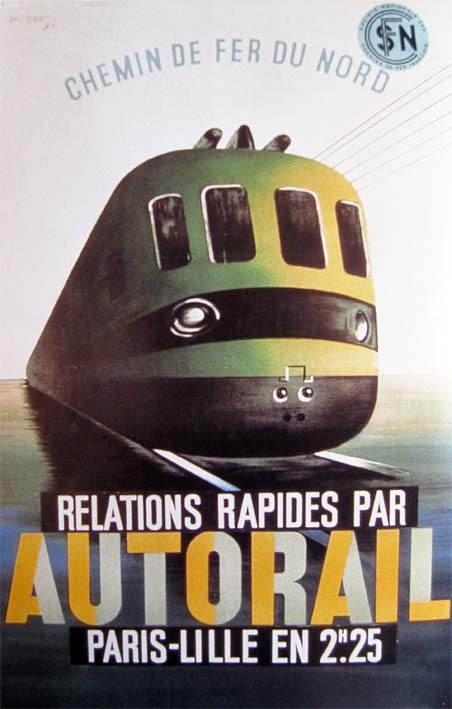
Affiche publicitaire de la Cie du Nord.

Le premier TAR 34 commence à circuler en avril 1934. Il est engagé sur la relation Paris-Nord — Tourcoing par Arras et Lille, incluant ensuite la desserte d'Amiens moyennant un rebroussement supplémentaire. Le temps de parcours de 2 h 40 sur Paris — Lille représente une amélioration de plus de 20 minutes par rapport aux rapides vapeur. La seconde rame, d'abord tenue en réserve, assure en 1935 la liaison Tourcoing — Boulogne-sur-Mer par Lille,.
La mise en service, à partir de 1936, des rames TAR 36 leur permet d'étoffer leurs services au départ de Paris-Nord vers Bruxelles, vers Liège puis Maastricht mais également depuis Paris-Est vers Nancy et Strasbourg, desserte bientôt reprise par un autorail Bugatti triple. Ils assurent également des relations de ville à ville sans passer par Paris : Lille — Dunkerque ou Boulogne — Bâle par Laon. Les liaisons Lille — Dunkerque se font généralement avec une composition réduite à deux motrices, la remorque libérée servant à renforcer les TAR au départ de Paris. Pour autant, ceux-ci, victimes de leur succès, doivent parfois être remplacés par des rames classiques tractées par une locomotive à vapeur. Une desserte inter-villes Lille — le Havre, prévue pour attirer dans le Nord les passagers des paquebots transatlantiques, a peu de succès ; elle ne fonctionne que de mai à octobre 1936.

### Seconde Guerre mondiale: inactivité et pillage

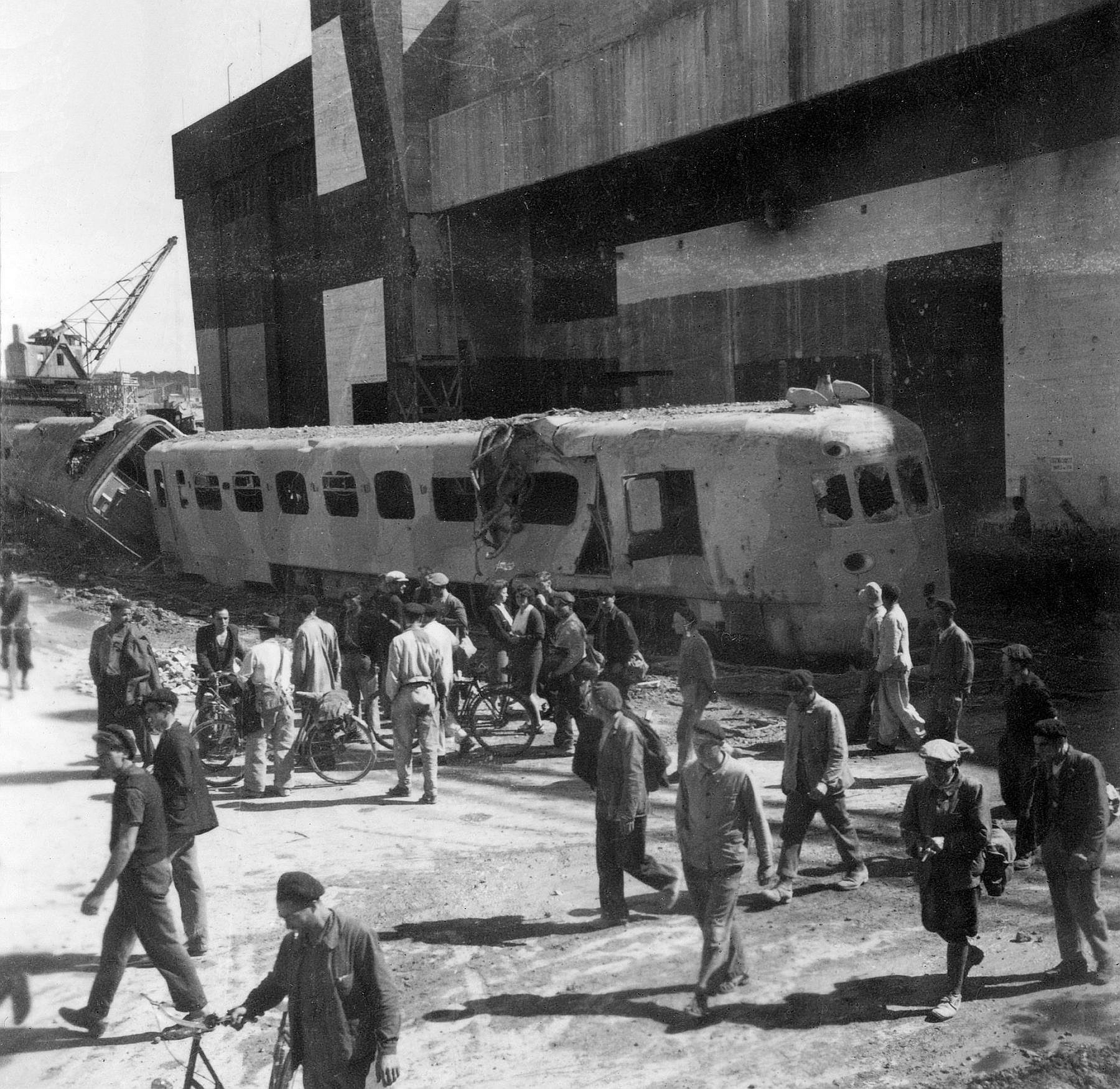
TAR détruit lors d'un raid aérien sur la base sous-marine allemande de La Palice (musée "Le Bunker" à La Rochelle).

À partir de septembre 1939, les rames TAR sont d'abord garées et remisées en raison de la pénurie de carburant, quelques-unes étant ponctuellement utilisées par les Allemands pour des déplacements. Mettant en œuvre des moteurs allemands connus et fiables, plusieurs motrices sont utilisées à poste fixe comme centrales électriques par l'armée d'occupation pour produire de l'électricité dans les ports de sous-marins à La Rochelle, au Havre et à Hambourg. Les rames sont très malmenées, insuffisamment entretenues et utilisées à des tâches pour lesquelles elles ne sont pas conçues ; certaines sont même transférées à l'étranger en 1944.
Les motrices égarées sont progressivement récupérées en Allemagne et en Autriche jusqu'en 1948 et réparées ; elles sont en mesure de reprendre du service à l'exception de quatre d'entre elles détruites dans les bombardements des dépôts de Lille (un TAR 34) et Paris-La Chapelle (trois TAR 36) ainsi que d'une cinquième non retrouvée (TAR 36). Les remorques, pour leur part, sont toutes présentes,.

### 1944-1959: déclin progressif

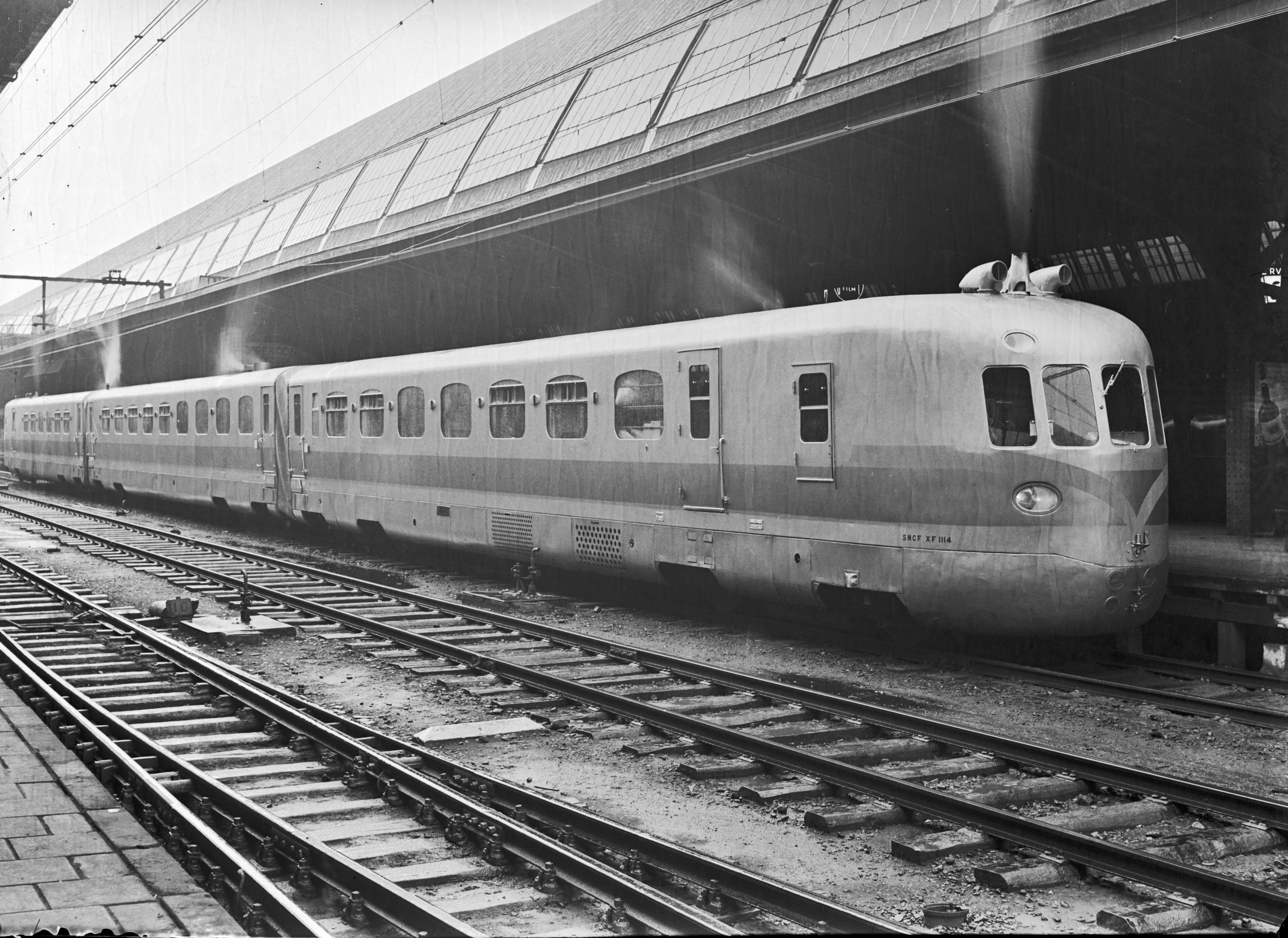
TAR en gare d'Amsterdam.

Dès la fin 1944 un TAR Paris — Lille est remis en service, réservé aux seuls porteurs d'un ordre de mission. Les TAR reprennent leurs rotations de manière plus substantielle en 1946 et encore plus en 1948 quand le parc est totalement opérationnel mais n'assurent plus que des liaisons au départ de Paris. Au nord ils desservent Tourcoing, mais également Liège ; leur plus grand parcours les mène jusqu'à Amsterdam via Bruxelles, Anvers, Rotterdam et La Haye. Ils descendent jusqu'à Lyon depuis Paris, avec une liaison entre les gares parisiennes du Nord et de Lyon par la ligne de Petite Ceinture. En 1956, l'ensemble des TAR bénéficie d'un reclassement en première classe.
Les prestations se réduisent toutefois progressivement à la faveur des électrifications de lignes ou de la reprise des relations par des rames offrant une plus grand capacité (rames tractées classiques ou sur pneus, RGP). En outre, et malgré le soin apporté à leur entretien, les moteurs Maybach présentent des signes de vieillissement qui conduisent à leur remplacement par des moteurs MGO de puissance un peu supérieure (430 ch au lieu de 410) sur deux motrices TAR 34 en 1954,. Le dernier TAR « Artois » circule entre Paris et Lille le 30 mai 1959. dès le lendemain, des rames de voitures DEV Inox tractées par des locomotives électriques (BB 16000) assurent la totalité des liaisons sur cette ligne.
Les motrices sont toutes envoyée à la ferraille jusqu'en 1960 au dépôt de La Plaine mais certaines remorques servent encore quelques années comme voitures de service accueillant des dortoirs, des cuisines, des économats SNCF (magasins d'approvisionnement réservés au personnel de la SNCF).

### Dépôts titulaires et évolution du parc
Les TAR 34 dépendent du dépôt lillois de Rouges-Barres tandis que les TAR 36 sont affectés pendant toute leur carrière au dépôt de La Chapelle.
|                                                                                                   | 1934 | 1938 | 1945 | 1950 | 1959 |
| ------------------------------------------------------------------------------------------------- | ---- | ---- | ---- | ---- | ---- |
| Motrices TAR 34                                                                                   | 4    | 4    | 1    | 3    |      |
| Motrices TAR 36                                                                                   |      | 19   | 12   | 15   | 10   |
| Remorques                                                                                         | 2    | 10   | 10   | 10   | 5    |
| Les unités égarées à l'étranger, au sort alors incertain, ne sont pas intégrées au décompte 1945. |      |      |      |      |      |

## Modélisme
Les rames TAR sont reproduites à l'échelle HO par Fulgurex en 2014, en livrée d'origine ou en en livrée retouchée avec moustaches jaunes et avec différents noms de baptême.